# Eupithecia griveaudi
Eupithecia griveaudi är en fjärilsart som beskrevs av Claude Herbulot 1972. Eupithecia griveaudi ingår i släktet Eupithecia och familjen mätare. Inga underarter finns listade i Catalogue of Life.